# Rachim Tsjachkiev
Rachim Ruslanovitsj Tsjachkiev (Russisch: Рахим Русланович Чахкиев) (Tobolsk, 11 januari 1983) is een voormalig Russisch bokser. Hij werd olympisch kampioen in de zwaargewichtklasse op de Olympische Spelen van 2008. Ook won hij zilver op het wereldkampioenschap boksen in 2007.
In 2015 won hij de cruisergewicht IBO-titel door Junior Anthony Wright  te verslaan. Zijn laatste professionele gevecht ging om de vacante interim WBA-titel in 2016. Hij verloor dit gevecht van Maxim Vlasov.

## Erelijst

### Olympische Spelen
- 2008 in Peking, China (–91 kg)

### Wereldkampioenschappen
- 2007 in Chicago, Verenigde Staten (–91 kg)

1904: Samuel Berger ·
1908: Albert Oldman ·
1920: Ronald Rawson ·
1924: Otto von Porat ·
1928: Arturo Rodríguez ·
1932: Alberto Santiago Lovell ·
1936: Herbert Runge ·
1948: Rafael Iglesias ·
1952: Ed Sanders ·
1956: Pete Rademacher ·
1960: Franco de Piccoli ·
1964: Joe Frazier ·
1968: George Foreman ·
1972: Teófilo Stevenson ·
1976: Teófilo Stevenson ·
1980: Teófilo Stevenson ·
1984: Henry Tillman ·
1988: Ray Mercer ·
1992: Félix Savón ·
1996: Félix Savón ·
2000: Félix Savón ·
2004: Odlanier Solís ·
2008: Rachim Tsjachkiev ·
2012: Oleksandr Usyk ·
2016: Jevgeny Tisjtsjenko ·
2020: Julio César La Cruz ·
2024: Lazizbek Mullojonov